# 天主教梅特兰-纽卡斯尔教区
天主教梅特兰-纽卡斯尔教区（拉丁語：Dioecesis Maitlandensis-Novocastrensis）是澳大利亞一個羅馬天主教教區。屬悉尼總教區。成立於1847年6月25日，1995年6月14日易名至今。
教區位於獵人河谷，教座位於紐卡斯爾。2004年有教友147,602人（佔轄區人口24.5%）、五十個堂區、六十七名司鐸。現任主教為安多尼·費希爾。